# Goulais River
Goulais River är ett vattendrag i Kanada.   Det ligger i provinsen Ontario, i den sydöstra delen av landet, 700 km väster om huvudstaden Ottawa.
I omgivningarna runt Goulais River växer i huvudsak blandskog. Trakten runt Goulais River är nära nog obefolkad, med mindre än två invånare per kvadratkilometer.